# Ambassade d'Allemagne en Finlande
L'ambassade d'Allemagne à Helsinki est située sur Kuusisaari à Helsinki en Finlande

## Présentation
Le bâtiment moderne, achevé en 1993, est conçu par l'architecte finlandais Juha Leiviskä et est construit à l'adresse Krogiuksentie 4, sur l'ile de Kuusisaari.
La façade du bâtiment est revêtue de marbre du Jura allemand. 
La superficie du bâtiment de l'ambassade est d'environ 3 000 mètres carrés et celle de la résidence officielle d'environ 1 400 mètres carrés,